# Грбови рејона Астраханске области
Грбови рејона Астраханске области обухвата галерију грбова административних јединица руске области — Астраханске области, са статусом градских округа и рејона, те њихове историјске грбове (уколико их има).
Већина грбова настала је након успостављања Руске Федерације и Астраханске области, као њеног саставног субјекта.

## Грбови округа и рејона
- Грб округа 
 Астрахан
- 1 — Грб рејона 
 Ахтубински
- 2 — Грб рејона 
 Володарски
- 3 — Грб рејона 
 Јенотајевски
- 4 — Грб рејона 
 Икрјанински
- 5 — Грб рејона 
 Камизјакски
- 6 — Грб рејона 
 Краснојарски
- 7 — Грб рејона 
 Лимански
- 8 — Грб рејона 
 Наримановски
- 9 — Грб рејона 
 Приволшки
- 10 — Грб рејона 
 Харабалински
- 11 — Грб рејона 
 Чернојарски